# Kareem Moses
Kareem Michael Moses (ur. 11 lutego 1990 w Port-of-Spain) – trynidadzko-tobagijski piłkarz występujący na pozycji obrońcy, zawodnik FF Jaro oraz reprezentacji Trynidadu i Tobago.

## Życiorys

### Kariera klubowa
Moses był zawodnikiem klubów z TT Pro League: Joe Public FC (2009–2011), St. Ann's Rangers F.C. (2011–2012) i North East Stars (2012–2014). W latach 2014–2015 występował w kanadyjskim zespole FC Edmonton z NASL. 1 stycznia 2016 podpisał kontrakt z amerykańską drużyną North Carolina FC. W dniu 8 kwietnia 2018 Moses podpisał umowę z fińską drużyną FF Jaro z Ykkönen. 
31 stycznia 2019 podpisał kontrakt z kanadyjskim klubem FC Edmonton z Canadian Premier League, bez odstępnego, umowa przedłużona 18 listopada 2019 do 30 listopada 2020.

### Kariera reprezentacyjna
W seniorskiej reprezentacji Trynidadu i Tobago zadebiutował 16 sierpnia 2012 na stadionie Commonwealth Stadium (Edmonton, Kanada) w przegranym 0:2 meczu towarzyskim przeciwko reprezentacji Kanady. 

## Sukcesy

### Klubowe
Joe Public FC
- Zdobywca drugiego miejsca w CFU Club Championship: 2010

### Reprezentacyjne
Trynidad i Tobago
- Zdobywca drugiego miejsca w Pucharze Karaibów: 2012